# Johann Andreas Christian Michelsen

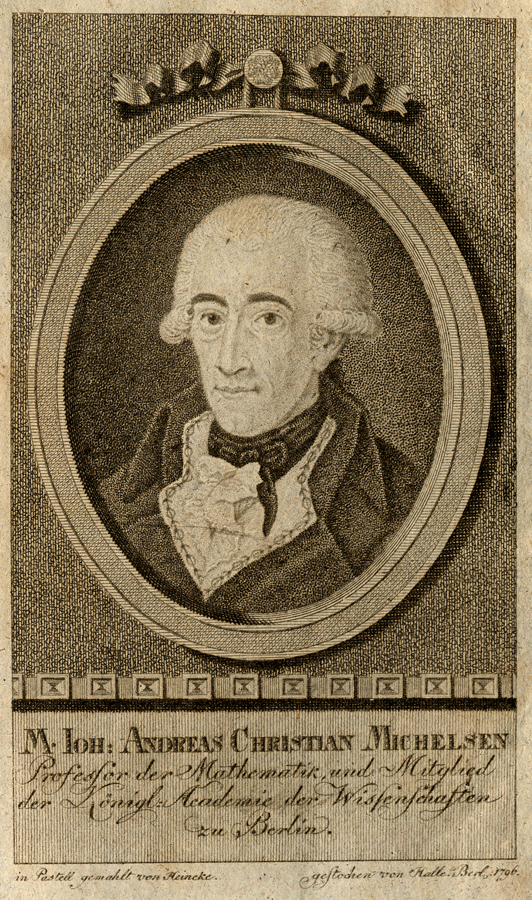
Johann Andreas Christian Michelsen, Kupferstich von Johann Samuel Ludwig Halle, 1796

Johann Andreas Christian Michelsen (* 6. Juni 1749 in Quedlinburg; † 8. August 1797 in Berlin) war ein deutscher Mathematiker und Pädagoge.

## Leben
Michelsen erteilte bereits während seiner Gymnasialzeit Unterricht. 1769 ging er zum Studium der Theologie an die Universität Halle. Zugleich erteilte er am Waisenhaus Halle Mathematikunterricht für die unteren Klassen, wobei Ernst Gottfried Fischer zu seinen Schülern zählte. 1772 übernahm er eine Hofmeisterstelle. In dieser Stellung zog er die Aufmerksamkeit von Anton Friedrich Büsching, Rektor des Gymnasiums zum Grauen Kloster, auf sich. Er bemühte sich Michelsen an seiner Lehranstalt unterzubringen. Im Jahr 1778 erhielt er in Halle den philosophischen Magistergrad.
Michelsen erhielt 1778 einen Ruf auf die neugeschaffene vierte Professur der Mathematik am Berliner Gymnasium. Er stieg langsam auf höhere Professuren auf und wurde schließlich Prorektor der Anstalt, wobei ihm die Finanzverwaltung oblag. Am 24. Januar 1793 wurde er zum Ordentlichen Mitglied der Akademie der Wissenschaften in Berlin gewählt. 1796 wurde er schließlich zu einem der Direktoren der Allgemeinen Wittwenkasse ernannt. Er verstarb im Amt.

## Werke (Auswahl)
- Anleitung zur juristischen, politischen und öconomischen Rechenkunst, 2 Bände, Waysenhaus, Halle an der Saale 1782–1784.
- Versuch in socratischen Gesprächen über die wichtigsten Gegenstände der ebenen Geometrie, 3 Bände, Hesse, Berlin 1782–1786.
- Einleitung in die Analysis des Unendlichen, 3 Bände, Matzdorff, Berlin 1788–1791.
- Anleitung zur Buchstabenrechnung und Algebra, Hesse, Berlin 1789.